# AZS Olsztyn w sezonie 2004/2005

## Transfery

### Przyszli
| Imię i nazwisko     | Poprzedni klub    |
| ------------------- | ----------------- |
| Marcin Nowak        | Płomień Sosnowiec |
| Michał Ruciak       | Skra Bełchatów    |
| Michał Bąkiewicz    | Skra Bełchatów    |
| Marcin Mierzejewski | Gwardia Szczytno  |
| Maciej Alancewicz   | wychowanek        |
| Patryk Czarnowski   | wychowanek        |
| Marcin Możdżonek    | wychowanek        |

### Odeszli
| Imię i nazwisko   | Lata gry w AZS      | Nowy klub                   |
| ----------------- | ------------------- | --------------------------- |
| Tomasz Kowalczyk  | 2000-2004           | AZS Politechnika Warszawska |
| Piotr Poskrobko   | 1990-2000 2002-2004 | Gwardia Wrocław             |
| Adam Kurian       | 2001-2004           | Jastrzębski Węgiel          |
| Łukasz Kadziewicz | 2000-2004           | Gazprom-Jugra Surgut        |
| Mariusz Sordyl    | 2002-2004           | koniec kariery zawodniczej  |

## Drużyna

### Sztab
| Pierwszy trener | Grzegorz Ryś      |
| Drugi trener    | Stanisław Iwaniak |

### Zawodnicy
| Nr. | Imię i nazwisko     | Data urodzenia            | Wzrost | Pozycja      |
| --- | ------------------- | ------------------------- | ------ | ------------ |
| 1   | Maciej Alancewicz   | 7 grudnia 1982(dts)       | 192 cm | przyjmujący  |
| 2   | Wojciech Grzyb      | 4 stycznia 1981(dts)      | 205 cm | środkowy     |
| 4   | Mariusz Szyszko     | 8 marca 1969(dts)         | 188 cm | rozgrywający |
| 5   | Paweł Zagumny       | 18 października 1977(dts) | 200 cm | rozgrywający |
| 7   | Paweł Kuciński      | 15 marca 1973(dts)        | 193 cm | libero       |
| 8   | Krzysztof Śmigiel   | 6 maja 1974(dts)          | 198 cm | atakujący    |
| 9   | Patryk Czarnowski   | 1 listopada 1985(dts)     | 202 cm | środkowy     |
| 10  | Marcin Nowak        | 17 października 1975(dts) | 215 cm | środkowy     |
| 11  | Michał Ruciak       | 22 sierpnia 1983(dts)     | 190 cm | przyjmujący  |
| 12  | Mark Siebeck        | 14 października 1975(dts) | 195 cm | przyjmujący  |
| 13  | Marcin Mierzejewski | 4 stycznia 1982(dts)      | 182 cm | przyjmujący  |
| 14  | Paweł Papke         | 13 lutego 1977(dts)       | 196 cm | atakujący    |
| 17  | Marcin Możdżonek    | 9 lutego 1985(dts)        | 211 cm | środkowy     |
| 18  | Michał Bąkiewicz    | 22 marca 1981(dts)        | 197 cm | przyjmujący  |

## Mecze w Polskiej Lidze Siatkówki

### Faza zasadnicza
| 16.10.2004 | SK Górnik Radlin | 0:3 (18:25, 15:25, 20:25) | PZU - AZS Olsztyn |

| 23.10.2004 | KS Jastrzębski Węgiel SSA | 1:3 (24:26, 20:25, 30:28, 16:25) | PZU - AZS Olsztyn |

| 30.10.2004 | PZU - AZS Olsztyn | 3:0 (25:17, 25:20, 25:19) | AKS Resovia Rzeszów |

| 06.11.2004 | PZU - AZS Olsztyn | 2:3 (27:29, 22:25, 25:23, 25:17, 17:19) | Pamapol Domex AZS Częstochowa |

| 13.11.2004 | KPS Skra Bełchatów SSA | 2:3 (25:22, 24:26, 25:20, 16:25, 11:15) | PZU - AZS Olsztyn |

| 20.11.2004 | PZU - AZS Olsztyn | 3:0 (25:20, 25:21, 25:19) | KP Polska Energia SSA Sosnowiec |

| 27.11.2004 | Mostostal-Azoty Kędzierzyn-Koźle | 3:0 (31:29, 25:21, 25:19) | PZU - AZS Olsztyn |

| 04.12.2004 | PZU - AZS Olsztyn | 3:1 (25:17, 25:22, 21:25, 25:19) | AZS Nysa |

| 11.12.2004 | AZS Politechnika Warszawska | 1:3 (25:19, 18:25, 23:25, 18:25) | PZU - AZS Olsztyn |

| 15.01.2005 | PZU - AZS Olsztyn | 3:0 (25:16, 25:17, 25:17) | SK Górnik Radlin |

| 22.01.2005 | PZU - AZS Olsztyn | 2:3 (25:19, 24:26, 16:25, 25:17, 17:19) | KS Jastrzębski Węgiel SSA |

| 29.01.2005 | AKS Resovia Rzeszów | 0:3 (14:25, 23:25, 18:23) | PZU - AZS Olsztyn |

| 05.02.2005 | Pamapol Domex AZS Częstochowa | 3:1 (25:20, 22:25, 25:22, 25:20) | PZU - AZS Olsztyn |

| 12.02.2005 | PZU - AZS Olsztyn | 3:1 (25:14, 25:23, 13:25, 25:21) | KPS Skra Bełchatów SSA |

| 19.02.2005 | KP Polska Energia SSA Sosnowiec | 1:3 (25:22, 20:25, 20:25, 14:25) | PZU - AZS Olsztyn |

| 26.02.2005 | PZU - AZS Olsztyn | 3:1 (22:25, 25:20, 25:16, 27:25) | Mostostal-Azoty Kędzierzyn-Koźle |

| 05.03.2005 | AZS Nysa | 1:3 (21:25, 25:21, 23:25, 13:25) | PZU - AZS Olsztyn |

| 12.03.2005 | PZU - AZS Olsztyn | 3:2 (28:26, 25:22, 25:27, 22:25, 15:7) | AZS Politechnika Warszawska |

### Faza playoff - ćwierćfinał (do 3 zwycięstw)
| 18.03.2005 | PZU - AZS Olsztyn | 3:0 (25:21, 25:22, 25:17) | AZS Politechnika Warszawska |

| 19.03.2005 | PZU - AZS Olsztyn | 3:1 (18:25, 25:18, 25:18, 26:24) | AZS Politechnika Warszawska |

| 01.04.2005 | AZS Politechnika Warszawska | 0:3 (21:25, 22:25, 18:25) | PZU - AZS Olsztyn |

### Faza playoff - półfinał (do 3 zwycięstw)
| 10.04.2005 | Pamapol Domex AZS Częstochowa | 1:3 (25:27, 23:25, 25:20, 25:27) | PZU - AZS Olsztyn |

| 11.04.2005 | Pamapol Domex AZS Częstochowa | 2:3 (19:25, 25:20, 25:14, 24:26, 12:15) | PZU - AZS Olsztyn |

| 16.04.2005 | PZU - AZS Olsztyn | 3:1 (25:20, 17:25, 25:22, 25:20) | Pamapol Domex AZS Częstochowa |

### Faza playoff - finał (do 3 zwycięstw)
| 22.04.2005 | KPS Skra Bełchatów SSA | 3:2 (18:25, 25:20, 25:21, 24:26, 15:9) | PZU - AZS Olsztyn |

| 23.04.2005 | KPS Skra Bełchatów SSA | 3:0 (25:17, 28:26, 27:25) | PZU - AZS Olsztyn |

| 30.04.2005 | PZU - AZS Olsztyn | 0:3 (17:25, 21:25, 17:25) | KPS Skra Bełchatów SSA |

## Mecze w Pucharze Polski

### Runda II
| 22.09.2004 | Gwardia Wrocław | 1:3 (25:22, 17:25, 16:25, 19:25) | PZU - AZS Olsztyn |

### Runda III
| 01.10.2004 | PZU - AZS Olsztyn | 3:1 (25:15, 23:25, 28:26, 25:23) | Pamapol Domex AZS Częstochowa |

| 02.10.2004 | PZU - AZS Olsztyn | 3:0 (25:12, 25:13, 25:17) | SK Górnik Radlin |

| 06.10.2004 | Pamapol Domex AZS Częstochowa | 0:3 (18:25, 18:25, 23:25) | PZU - AZS Olsztyn |

| 08.10.2004 | SK Górnik Radlin | 0:3 (15:25, 21:25, 24:26) | PZU - AZS Olsztyn |

### Półfinał
| 18.12.2004 | KP Polska Energia SSA Sosnowiec | 0:3 (17:25, 19:25, 16:25) | PZU - AZS Olsztyn |

### Finał
| 19.12.2004 | PZU - AZS Olsztyn | 1:3 (25:17, 23:25, 23:25, 16:25) | KPS Skra Bełchatów SSA |

## Mecze w Pucharze CEV

### Runda eliminacyjna - turniej w Tallinnie
| 12.11.2004 | Halkbank Ankara | 3:1 (25:20, 24:26, 25:22, 26:24) | PZU - AZS Olsztyn |

| 13.11.2004 | PZU - AZS Olsztyn | 3:1 (25:18, 25:17, 18:25, 25:19) | Par-ky Menen |

| 14.11.2004 | Audentes Tallinn | 1:3 (27:29, 25:22, 13:25, 20:25) | PZU - AZS Olsztyn |